# Hirtella punctillata
Hirtella punctillata är en tvåhjärtbladig växtart som beskrevs av Adolpho Ducke. Hirtella punctillata ingår i släktet Hirtella och familjen Chrysobalanaceae. Inga underarter finns listade i Catalogue of Life.